# Rémi Berthet
Rémi Berthet (ur. 31 października 1947 w Lyonie) – francuski judoka. Olimpijczyk z Montrealu 1976, gdzie zajął dwunaste miejsce w wadze ciężkiej.
Piąty na mistrzostwach świata w 1975. Brązowy medalista mistrzostw Europy w 1974, a także trzykrotnie stawał na podium w zawodach drużynowych. Wicemistrz igrzysk śródziemnomorskich w 1975 roku.

## Letnie Igrzyska Olimpijskie 1976
| Konkurencja | Eliminacje                | Klas. końcowa |
| Konkurencja | Przeciwnik I              | Miejsce       |
| ----------- | ------------------------- | ------------- |
| +93 kg      | Mihály Petrovszky (HUN) P | 12.           |